# Doleschallia demades
Doleschallia demades är en fjärilsart som beskrevs av Hans Fruhstorfer 1912. Doleschallia demades ingår i släktet Doleschallia och familjen praktfjärilar. Inga underarter finns listade i Catalogue of Life.